# SN 2008D
SN 2008D es una supernova detectada por la NASA por medio del telescopio Swift, el 9 de enero de 2008. 
Está localizada en la galaxia NGC 2770, a unos 90 millones de años-luz de la nuestra, en la constelación del lince.

## Fenómeno no observado antes

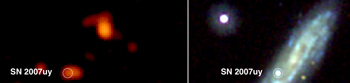
Imágenes del telescopio SWIFT de la galaxia NGC 2770.

El descubrimiento fue realizado por Alicia Soderbers, Edo Berger, Albert Kong y Tom Maccarone. Los mejores telescopios del mundo se movilizaron para la ocasión: el telescopio espacial Hubble, el observatorio espacial en rayos X Chandra, el VLA (Very Large Array) en Nuevo México, el telescopio North Gemini y el Keck 1 en Hawái, los telescopios de 6 metros, el Schmidt de 1,50 metros de Monte Palomar en California y el 3,5 metros de Apache Point Observatory en Nuevo México.  En un comunicado publicado el 22 de mayo de 2008 en Nature, Alicia Soderbers y 38 colaboradores demuestran que el proceso de emisión de rayos X y su naturaleza son totalmente coherentes con los modelos existentes, lo cual demuestra sin ambigüedad que han observado realmente las primicias de la supernova. 
Los análisis de los astrónomos indican que la estrella que murió en ese estallido era, por lo menos, 20 veces más masiva que el Sol. También han visto que encaja en el tipo de supernova Ibc, que son las más brillantes y las menos corrientes.
Con este descubrimiento se tienen, por fin, observaciones del nacimiento y primeros pasos de una supernova. Hasta ahora sólo habían sido observadas cuando ya lucían en el cielo, días o semanas después del cataclismo inicial. Esta supernova recién nacida va a ser como la piedra de Rosetta para los estudios de las supernovas durante los próximos años.
La supernova es del tipo Ib; y las medidas indican que la velocidad de la expansión es de más de 10 000 km/s